# Olímpio dos Santos Bezerra
Olímpio dos Santos Bezerra (Araçatuba, 26 de julho de 1951) é um pintor brasileiro.
Bezerra reside em Cuiabá, no Mato Grosso. Ele já participou da Bienal Naif de São Paulo, além de já ter exposto suas obras em Nápoles, na Itália, em Nice, na França, e Pequim, na China.